# مطار خليج هيوستن
مطار خليج هيوستن (إياتا: SPX، إيكاو: KSPX، معرف الموقع إف إيه إيه: SPX) هو مطار مكون من مدرج واحد سابق يقع في شرق مدينة ليغ، تكساس، الولايات المتحدة الأمريكية  كان رمز FAA الخاص بها هو SPX وكان رمز IATA الخاص بها أيضًا SPX.
افتتح المطار في عام 1967 باسم مطار سبيس لاند وهو اسم ذا صلة مع مركز جونسون للفضاء، الذي يقع على بعد حوالي 4 أميال شمال المطار.
رجل أعمال يدعى جيمس آر. باث أشترى المطار نيابة عن سالم بن لادن في 1977. باث تلقى فائدة 5 في المئة من الشركات التي تملك وتشغل المطار. سالم بن لادن أمتلك المطار لمدة ست سنوات قبل وفاته في 1988. وبعد وفاة سالم بن لادن، كان المطار لتركته وعرض للبيع.
كان من المقرر أن يغلق في 1 أبريل 2002. أنشئ لذلك ائتلاف من أصحاب الطائرات والطيارين و جمعية الطيارين المحليين و أطلقوا حملة لمطالبة المدينة بشراء المطار من صاحبه. أرض المطار بيعت وأصبحت الأرض سلسلة من المنازل على طول الطريق السريع لولاية تكساس رقم 96. مجموعة من المنازل هي جزء من تجمع منازل عددها 2،000 منزل تدعى بحيرات توسكان.